# 7117 Клаудіус
7117 Клаудіус (7117 Claudius) — астероїд головного поясу, відкритий 14 лютого 1988 року.
Тіссеранів параметр щодо Юпітера — 3,674.